# Listra

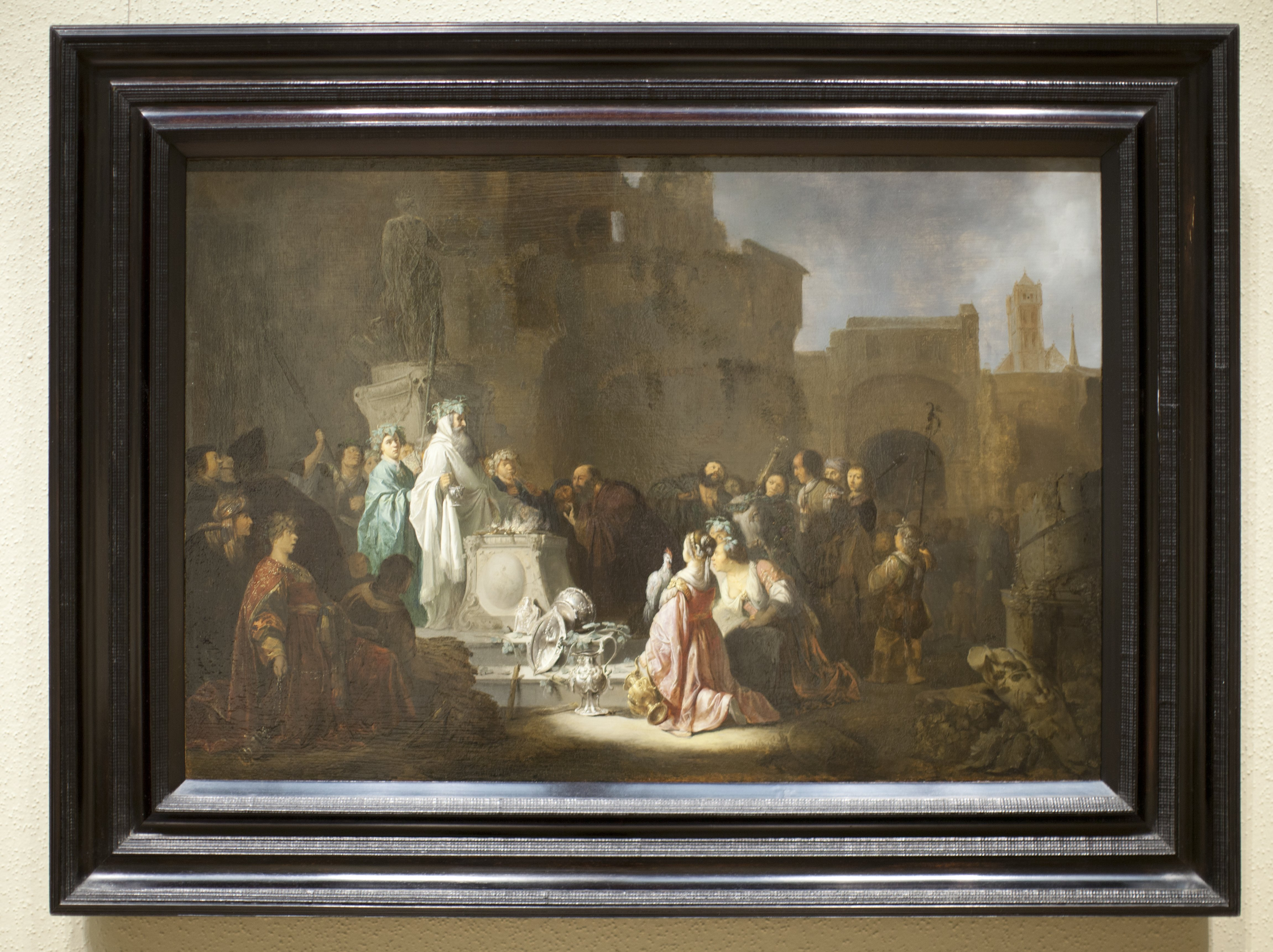
Pablo y Bernabé en Listra, de Willem de Poorter, 1630, Minneapolis Institute of Arts.

Listra es una ciudad de la Antigüedad que se hallaba en Licaonia (actual Turquía), región situada al sur de la parte central de Asia Menor. Identificada con un montículo que hay al norte de Hatunsaray, en una zona fértil a 32 km de Konya, la antigua Iconio. La ciudad fue colonia romana desde el tiempo de Augusto. Sus habitantes hablaban la lengua licaónica.
Otros historiadores dan otras posibles ubicaciones como Plinio (Historia Naturalis, V, 42) en Galacia o Claudio Ptolomeo (V, 4) que la localiza en Isauria.

## Historia bíblica
Los apóstoles Pablo y Bernabé visitaron Listra, en su huida de Iconio debido a la persecución. La ciudad pudo ser identificada gracias a un altar encontrado en 1885 con la inscripción Lustra.
Los milagros de Pablo, en particular haber sanado a un cojo de nacimiento (Hechos 14:9-10), motivaron a algunos habitantes a confundirlos con los dioses Zeus y Hermes materializados, pero la oposición de líderes religiosos venidos de otras ciudades hizo cambiar su punto de vista y acabaron por lapidarlos hasta darlos por muertos. Años después, Pablo volvió a la ciudad, de donde probablemente era residente su compañero Timoteo. (Hechos 14:1, Hechos 14:5-20)